# Sisobawino II
Sisobawino II is een bestuurslaag in het regentschap Nias Barat van de provincie Noord-Sumatra, Indonesië. Sisobawino II telt 889 inwoners (volkstelling 2010).